# Insula Banaba
Insula Banaba ([bəˈnɑːbə]; numită de asemenea Insula Ocean) este o insulă de origine coraligenă, la vest de lanțul de insule Gilbert și la 300 km est de Nauru, în Oceanul Pacific. Aparține administrativ de Republica Kiribati. Are o suprafață de 6,5 km², iar cel mai înalt punct de pe insulă este de asemenea și cel mai înalt de pe teritoriul statului Kiribati, având 81 de metri înălțime. Circumferința insulei este de circa 10 km. Împreună cu Nauru și Makatea (Polinezia Franceză)  este una dintre cele mai înalte și importante insule fosfatice din Pacific.

## Istorie
Potrivit cărții Te Rii Ni Banaba—The Backbone of Banaba de Raobeia Ken Sigrah, istoria nescrisă a Insulei Banaba relatează că oamenii clanului Te Aka, originari din Melanezia, au fost primii locuitori ai Insulei Banaba (Insula Ocean), ajungând aici înaintea migratorilor din Indiile de Est și Kiribati. Mai târziu, băștinașii au fost asimilați doar prin forța migrației și prin impactul descoperirii fosfaților în 1900. Populația trăi organizată în patru sate: Ooma (Uma), Tabiang, Tapiwa (Tabwewa) și Buakonikai, iar așa zis-a capitală a insuliței era Tabiang, astăzi numită Antereen.
| Sat                      | Populație (recensământ) | Populație (recensământ) |
| ------------------------ | ----------------------- | ----------------------- |
| Sat                      | 1995                    | 2005                    |
| Antereen (Tabiang)       | 16                      | 108                     |
| Umwa (Ooma, Uma)         | 269                     | 135                     |
| Tabewa (Tapiwa, Tabwewa) | 54                      | 58                      |
| Buakonikai               | -                       | -                       |
| Banaba                   | 339                     | 301                     |

Exploatarea fosfaților, care a durat între anii 1900 și 1979, a distrus 90% din suprafața insulei, un proces similar celui petrecut pe insula Nauru între 1907 și anii 1980. În timpul conflictelor, forțele japoneze au ocupat insula din 26 august 1942 până la sfârșitul celui de-al Doilea Război Mondial, în 1945. După 1945, autoritățile britanice au strămutat marea majoritate a populației pe Insula Rabi, în Fiji, prin intermediul a două valuri de migrație: în 1977 și între anii 1981 și 1983. Numele noilor așezări de pe Rabi erau aceleași cu ale vechilor sate de pe Insula Banaba. Ulterior, o parte dintre locuitori s-a reîntors în Banaba după încetarea exploatărilor în 1979. În 2001, aproximativ 200 de oameni mai locuiau încă pe insulă. La nivel mondial, însă, se estimează că există 6000 de descendenți ai poporului banabanez.

## Geografie

Hartă istorică insulei Banaba (fosta Insula Ocean)

Insula este situată foarte aproape de Ecuator, în vestul Republicii Kiribati, în centrul Oceanului Pacific, la 0°52′0″S 169°32′0″E / 0.86667°S 169.53333°E. Teritoriul insulei măsoară doar 6 km2, fiind destul de izolată, cei mai apropiați vecini fiind Insula Kuria (400 km în direcția est-nord-est) și Nauru (258 km în direcția vest).

### Climă
Clima Banabei este caldă și umedă, similară celorlalte insule din vestul Republicii Kiribati, aceste caracteristici fiind specifice climatului ecuatorial. Primele înregistrări climatologice pe insula Banaba au început în 1903 și au continuat până în anii 1980. Vremea este influențată în mod radical de mișcările sezonale ale zonei de convergență intertropicală — o centură a calmului ecuatorial (denumită și Doldrum). Temperatura este în permanență ridicată, dar cu mici variații. Valorile medii zilnice ale acesteia se ridică în jurul a 29 °C, iar umiditatea relativă medie este de 82%.
În ceea ce privește vânturile, cele care circulă între nord-est și sud-est aduc precipitații ale căror cantitate variază foarte mult de-a lungul unui sezon, dar și al unui an. Perioada în care precipitațiile medii lunare sunt cele mai puține începe în mai și se sfârșește în luna noiembrie. Din decembrie până în aprilie, precipitațiile lunare sunt în medie mai mari de 120 mm.
| Media lunară și anuală a precipitațiilor și evaporării între 1951–1980 (mm) |          |           |        |         |     |       |       |        |            |           |           |           |       |
|                                                                             | Ianuarie | Februarie | Martie | Aprilie | Mai | Iunie | Iulie | August | Septembrie | Octombrie | Noiembrie | Decembrie | Total |
| Precipitații                                                                | 271      | 226       | 172    | 144     | 114 | 103   | 118   | 101    | 89         | 110       | 108       | 215       | 1771  |
| Evaporare                                                                   | 205      | 201       | 218    | 191     | 183 | 167   | 174   | 204    | 208        | 212       | 193       | 188       | 2344  |

Media lunară a precipitaților pe insula Banaba

Pe de altă parte, abundența ploilor are o tendință  ridicată, aversele fiind de obicei concentrate. Cea mai mare cantitate de precipitații se pare că a căzut în 1919, măsurând 4448 mm, conform datelor culese între 1905 și 1984. Din cauza faptului că măsurătorile precise după anul 1984 lipsesc, se poate spune că cele mai puține ploi au căzut în 1917, cu o valoare de 362 mm.
În următoarea perioadă, după anul 1984, a urmat o perioadă de secetă care a durat aproape șapte ani, din 1993 până în 2000. În tot acest timp, inclusiv în anii în care El Niño a fost activ (1997–1998), cantitatea de precipitații înregistrată a fost aproape zero.

### Vegetație
Exploatările miniere au necesitat înlăturarea vegetației originale și a solului vegetal, astfel că anumite specii au dispărut după perioade severe de secetă.
Cu toate acestea, învelișul vegetal rămas s-a regenerat remarcabil după distrugerea suferită. Această regenerare în combinație cu suprafața calcaroasă presărată cu piscuri ascuțite au transformat mare parte a insulei într-o zonă foarte greu accesibilă.
De-a lungul anilor în care aici s-a practicat mineritul, anumite specii de pomi fructiferi au fost introduse în cadrul insulei. Bananierii au dispărut în urma ultimei perioade de secetă, însă un număr limitat de cocotieri și arbori pandanus a supraviețuit totuși.